# Hermann Maaß
Hermann Maaß (23 de octubre de 1897 - 20 de octubre de 1944) fue un miembro de la resistencia alemana contra el régimen nazi.

## Biografía
Maaß nació en Bromberg, Provincia de Posen, Imperio alemán (actual Bydgoszcz, Polonia). Se hizo voluntario del Ejército alemán en la I Guerra Mundial y fue herido en un ataque de gas venenoso en 1918. Después de la guerra estudió filosofía, psicología y sociología en la Universidad Humboldt de Berlín y en el instituto de ciencias políticas (Hochschule für Politik).
Maaß trabajó como gestor general del Comité del Reich de Asociaciones de Juventud Alemanas (Reichsausschuß der deutschen Jugendverbände). Después de la toma del poder por los nazis en 1933 perdió su puesto debido a que todas las organizaciones juveniles fueron obligadas a estar conforme a la línea del partido nazi. Maaß se hizo ahora un estrecho asociado de Wilhelm Leuschner, el antiguo ministro del interior del Estado Popular de Hesse.
Maaß rechazó un puesto como profesor en la Universidad de Harvard para continuar su lucha contra el Nacional Socialismo desde dentro de Alemania. Organizó la resistencia entre antiguos sindicalistas y estuvo en estrecho contacto con el Círculo de Kreisau de Helmuth James Graf von Moltke, Peter Yorck von Wartenburg y Adam von Trott zu Solz. En el otoño de 1943, Maaß conoció a Claus von Stauffenberg en su casa.

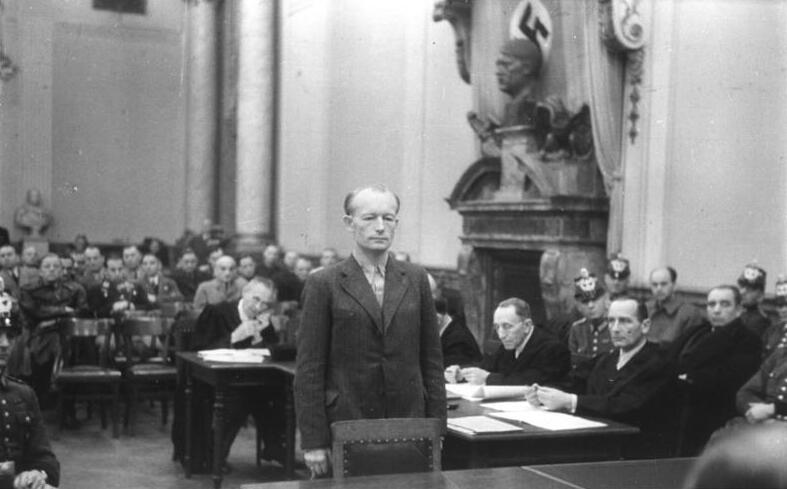
Adolf Reichwein, acusado junto a Maaß, en el Volksgerichtshof.

Después del fracaso del intento de Stauffenberg de asesinar a Hitler, Maaß fue arrestado el 8 de agosto de 1944, y encarcelado en el campo de concentración de Ravensbrück. Fue acusado por el Volksgerichtshof por su participación en el movimiento de la resistencia junto a Adolf Reichwein, Julius Leber y Gustav Dahrendorf. Maaß, Reichwein y Leber fueron sentenciados a muerte el 20 de octubre de 1944, siendo Maaß y Reichwein ejecutados el mismo día a las 3.40 p. m. en la prisión de Plötzensee.
Su esposa de 43 años murió de neumonía 5 semanas después de su muerte, dejando atrás 6 hijos menores de edad.